# Мендоса Лассаль, Сесар де
Сесар де Мендоса Лассаль (исп. César de Mendoza Lassalle; 13 января 1910, Вальядолид — 11 июля 1999, Ле-Шене, Франция) — испанский дирижёр.
Племянник и ученик Хосе Лассаля, при посредничестве дяди брал также уроки у Хулио Гомеса.
С 1934 года работал в городе По, пропагандировал музыку Мануэля де Фальи, сотрудничал с пианисткой Мадлен де Вальмалет, дирижировал также в Марселе и Ницце. Одновременно с 1935 года выступал с Мадридским симфоническим оркестром, сотрудничал с современными испанскими композиторами Оскаром Эспла, Сальвадором Бакариссе, Хоакином Нином. Дирижировал также сарсуэлами и оперными постановками. В 1939 году основал музыкальный фестиваль в Сан-Себастьяне. В том же году основал собственный оркестр в Барселоне, где 9 ноября 1940 года исполнил премьеру Аранхуэсского концерта Хоакина Родриго (солировал Рехино Сайнс де ла Маса).
В 1942 году покинул Испанию и отправился в Аргентину, первоначально как дирижёр Оригинального русского балета полковника де Базиля. В 1947 году вместе с труппой де Базиля добрался до США, где перешёл с частью труппы в Новый балет Монте-Карло Жоржа де Куэваса, что стало причиной судебного иска со стороны де Базиля.
Вернулся в Испанию в 1950-е гг. и работал с Муниципальным оркестром Барселоны, в 1954 году осуществил премьеру Третьего фортепианного концерта Бакариссе (солист Рохер Мачадо) — редкое для франкистской Испании исполнение музыки композитора-эмигранта. В начале 1960-х гг. занимался преимущественно постановками опер и сарсуэл. Последние годы жизни провёл во Франции.